# Tour de Francia 1992
El 79.º Tour de Francia se disputó del 4 al 26 de julio de 1992 sobre un recorrido de 22 etapas y con un total de 3983 km que se cubrieron a una velocidad media de 39,504 km/h. La carrera comenzó en San Sebastián y terminó en París, en el clásico final de los Campos Elíseos, tras pasar la frontera de siete países diferentes de la Comunidad Económica Europea, como conmemoración de la creación de la Unión Europea en 1993. Por primera vez en muchos años, la alta montaña de los Pirineos estuvo ausente en la prueba.
El ganador final fue el español Miguel Induráin, quien lograba su segunda victoria consecutiva en la carrera.

## Desarrollo de la carrera
Miguel Induráin, campeón de la edición anterior y reciente ganador del Giro de Italia 1992, partía como favorito a la victoria final, junto a los italianos Gianni Bugno y Claudio Chiappucci.
Ya en el prólogo, que tuvo lugar en la ciudad guipuzcoana de San Sebastián, el vigente campeón demostró su buen estado de forma ganando la etapa. El comienzo del Tour fue muy atípico, con muy pocas llegadas al sprint. En la 2.ª etapa, el español Javier Murguialday y el joven francés Richard Virenque protagonizaron una larga escapada. El español ganó la etapa y el francés se colgó el maillot amarillo, el cual no le daría tiempo a disfrutar pues, al día siguiente, en otra larga escapada, su compatriota y compañero de equipo, Pascal Lino, se lo arrebataría.
Las etapas con recorrido fuera de las fronteras francesas fueron muy movidas, con continuos intentos de fuga. En Bruselas, Greg LeMond y Claudio Chiappucci consiguieron abandonar el pelotón junto a Laurent Jalabert y Brian Holm, obteniendo algo más de un minuto en línea de meta.
Sin embargo, el golpe de efecto lo asestaría Miguel Induráin en la contrarreloj individual de Luxemburgo. El corredor navarro voló sobre el asfalto, relegando a tres minutos al segundo en la etapa, Armand De Las Cuevas, y dejando a la mayoría de los favoritos a más de cuatro minutos. El francés Pascal Lino, a pesar de todo, consiguió mantener el maillot amarillo, lo cual daba esperanzas al público francés de ver a un paisano en el podio final de París.
Las etapas que llevaban hasta los Alpes sirvieron para que el dos veces campeón del Tour, Laurent Fignon, consiguiera una victoria de etapa. Al día siguiente, también lo intentarían los ganadores Stephen Roche y Pedro Delgado, pero la etapa fue para el suizo Rolf Jaermann.
La 13.ª etapa, con final en Sestriere fue la sentencia definitiva del Tour de Francia, y una de las etapas más épicas de la historia de la ronda gala. Etapa maratoniana de alta montaña, de más de 250 km y con final en alto; casi ocho horas de competición. El italiano Claudio Chiappucci protagonizó una larguísima escapada desde el comienzo del día; más de 200 km, de los cuales los últimos 125 fueron en solitario. Aquel día, corredores como Greg LeMond (que se retiraría al día siguiente) o Luc Leblanc desaparecieron por completo de la clasificación general, perdiendo más de 40 minutos en la cima italiana.
En la última ascensión, se vio a un agresivo Miguel Induráin que dejó atrás a todos sus rivales, con excepción de Chiappucci, que iba por delante, si bien llegó a estar a menos de un minuto del italiano. En los dos últimos kilómetros, sufrió las consecuencias del esfuerzo y terminó a casi dos minutos de El diablo. Aun así, el navarro había vuelto a asestar un durísimo golpe a casi todos sus rivales, además de recuperar el maillot amarillo, que ya no abandonaría en lo que quedaba de competición.
La 14.ª etapa llegaba a Alpe d'Huez. En esta ocasión, Chiappucci, quien se había convertido en el gran rival para Induráin, ya no iba a tener tan fácil destacarse de los favoritos. La victoria en la mítica cima se la adjudicó el estadounidense Andrew Hampsten. Induráin y Chiappucci entraron juntos, a algo más de tres minutos del vencedor. Gianni Bugno, completamente roto, perdía nueve minutos en línea de meta.
En las etapas siguientes, tampoco iba a verse una llegada limpia al sprint. El ganador del Giro de Italia 1991, Franco Chioccioli, y el ganador del Tour de Francia 1987, Stephen Roche, consiguieron adjudicarse sendas etapas. Si bien durante estos días Claudio Chiappucci siguió muy activo, no conseguiría poner en peligro ya el triunfo final de Miguel Induráin, que además contaba todavía con la última contrarreloj. En esta, sólo fue capaz de resistir su ritmo un renovado Gianni Bugno, aunque al final terminaría cediendo 40 segundos. El resto de corredores perdió más de dos minutos en línea de meta.
La victoria en los Campos Elíseos, una de las dos únicas llegadas al sprint de este Tour, se la llevaría el corredor alemán Olaf Ludwig. El joven Laurent Jalabert, que ya había sido segundo el año anterior, se impondría en la clasificación por puntos por delante del veterano Johan Museeuw.
Miguel Induráin se convertía así en el primer español en ganar dos veces la prestigiosa carrera francesa, y ratificaba su dominio en el pelotón mundial, tras conseguir el doblete Giro-Tour el mismo año. De nuevo, fue acompañado en el podio por los italianos Claudio Chiappucci y Gianni Bugno, aunque con los puestos cambiados respecto al año anterior. Como nota curiosa, el primero en París fue un español, pero también lo fue el último, Fernando Quevedo, el farolillo rojo de aquel año, a más de cuatro horas de Induráin.

## Etapas
| Etapa   | Fecha       | Recorrido                       | Distancia (km) | Ganador               | Líder            |
| ------- | ----------- | ------------------------------- | -------------- | --------------------- | ---------------- |
| Prólogo | 4 de julio  | San Sebastián- San Sebastián    | 8 (CRI)        | Miguel Induráin       | Miguel Induráin  |
| 1.ª     | 5 de julio  | San Sebastián- San Sebastián    | 194,5          | Dominique Arnould     | Alex Zülle       |
| 2.ª     | 6 de julio  | San Sebastián-Pau               | 255            | Javier Murguialday    | Richard Virenque |
| 3.ª     | 7 de julio  | Pau-Burdeos                     | 218            | Rob Harmeling         | Pascal Lino      |
| 4.ª     | 8 de julio  | Libourne-Libourne               | 63,5 (CRE)     | Panasonic - Sportlife | Pascal Lino      |
| 5.ª     | 9 de julio  | Nogent-sur-Oise-Wasquehal       | 196            | Guido Bontempi        | Pascal Lino      |
| 6.ª     | 10 de julio | Roubaix- Bruselas               | 167            | Laurent Jalabert      | Pascal Lino      |
| 7.ª     | 11 de julio | Bruselas- Valkenburg            | 196,5          | Gilles Delion         | Pascal Lino      |
| 8.ª     | 12 de julio | Valkenburg- Coblenza            | 206,5          | Jan Nevens            | Pascal Lino      |
| 9.ª     | 13 de julio | Luxemburgo- Luxemburgo          | 65 (CRI)       | Miguel Induráin       | Pascal Lino      |
| 10.ª    | 14 de julio | Luxemburgo-Estrasburgo          | 217            | Jean Paul Van Poppel  | Pascal Lino      |
| 11.ª    | 15 de julio | Estrasburgo-Mulhouse            | 249,5          | Laurent Fignon        | Pascal Lino      |
| 12.ª    | 17 de julio | Dole - Saint-Gervais-Mont Blanc | 267,5          | Rolf Jaermann         | Pascal Lino      |
| 13.ª    | 18 de julio | Saint-Gervais- Sestriere        | 254,5          | Claudio Chiappucci    | Miguel Induráin  |
| 14.ª    | 19 de julio | Sestriere-Alpe d'Huez           | 186,5          | Andrew Hampsten       | Miguel Induráin  |
| 15.ª    | 20 de julio | Le Bourg-d'Oisans-Saint-Étienne | 198            | Franco Chioccioli     | Miguel Induráin  |
| 16.ª    | 21 de julio | Saint-Étienne-La Bourboule      | 212            | Stephen Roche         | Miguel Induráin  |
| 17.ª    | 22 de julio | La Bourboule-Montluçon          | 189            | Jean-Claude Colotti   | Miguel Induráin  |
| 18.ª    | 23 de julio | Montluçon-Tours                 | 212            | Thierry Marie         | Miguel Induráin  |
| 19.ª    | 24 de julio | Tours-Blois                     | 64 (CRI)       | Miguel Induráin       | Miguel Induráin  |
| 20.ª    | 25 de julio | Blois-Nanterre                  | 222            | Peter De Clercq       | Miguel Induráin  |
| 21.ª    | 26 de julio | La Défense-París                | 175            | Olaf Ludwig           | Miguel Induráin  |

## Clasificaciones
| \| 1. \| Miguel Induráin \| España \| BAN \| 100h 49' 30s \| \| \| 2. \| Claudio Chiappucci \| Italia \| CAR \| a 4' 35s \| \| \| 3. \| Gianni Bugno \| Italia \| GAT \| a 10' 49s \| \| \| 4. \| Andrew Hampsten \| Estados Unidos \| MOT \| a 13' 40s \| \| \| 5. \| Pascal Lino \| Francia \| RMO \| a 14' 37s \| \| \| 6. \| Pedro Delgado \| España \| BAN \| a 15' 16s \| \| \| 7. \| Erik Breukink \| Holanda \| PDM \| a 18' 51s \| \| \| 8. \| Giancarlo Perini \| Italia \| CAR \| a 19' 16s \| \| \| 9. \| Stephen Roche \| Irlanda \| CAR \| a 20' 23s \| \| \| 10. \| Jens Heppner \| Alemania \| TEL \| a 25' 30s \| \| |                    |                |     |              |  |
| 1. | Miguel Induráin    | España         | BAN | 100h 49' 30s |  |
| 2. | Claudio Chiappucci | Italia         | CAR | a 4' 35s     |  |
| 3. | Gianni Bugno       | Italia         | GAT | a 10' 49s    |  |
| 4. | Andrew Hampsten    | Estados Unidos | MOT | a 13' 40s    |  |
| 5. | Pascal Lino        | Francia        | RMO | a 14' 37s    |  |
| 6. | Pedro Delgado      | España         | BAN | a 15' 16s    |  |
| 7. | Erik Breukink      | Holanda        | PDM | a 18' 51s    |  |
| 8. | Giancarlo Perini   | Italia         | CAR | a 19' 16s    |  |
| 9. | Stephen Roche      | Irlanda        | CAR | a 20' 23s    |  |
| 10. | Jens Heppner       | Alemania       | TEL | a 25' 30s    |  |

| \| 1. \| Laurent Jalabert \| Francia \| ONC \| 293 puntos \| \| 2. \| Johan Museeuw \| Bélgica \| LOT \| 262 puntos \| \| 3. \| Claudio Chiappucci \| Italia \| CAR \| 202 puntos \| |                    |         |     |            |
| 1. | Laurent Jalabert   | Francia | ONC | 293 puntos |
| 2. | Johan Museeuw      | Bélgica | LOT | 262 puntos |
| 3. | Claudio Chiappucci | Italia  | CAR | 202 puntos |

| \| 1. \| Claudio Chiappucci \| Italia \| CAR \| 410 puntos \| \| 2. \| Richard Virenque \| Francia \| RMO \| 245 puntos \| \| 3. \| Franco Chioccioli \| Italia \| GBM \| 209 puntos \| |                    |         |     |            |
| 1. | Claudio Chiappucci | Italia  | CAR | 410 puntos |
| 2. | Richard Virenque   | Francia | RMO | 245 puntos |
| 3. | Franco Chioccioli  | Italia  | GBM | 209 puntos |

| \| 1. \| Eddy Bouwmans \| Holanda \| PAN \| 101h 18' 05s \| \| 2. \| Richard Virenque \| Francia \| RMO \| a 17' 26s \| \| 3. \| Jim Van De Laer \| Bélgica \| TUL \| a 31' 54s \| |                  |         |     |              |
| 1. | Eddy Bouwmans    | Holanda | PAN | 101h 18' 05s |
| 2. | Richard Virenque | Francia | RMO | a 17' 26s    |
| 3. | Jim Van De Laer  | Bélgica | TUL | a 31' 54s    |

| \| 1. \| Carrera - Jeans Tassoni \| Italia \| CAR \| 302h 58' 12" \| \| 2. \| Banesto \| España \| BAN \| + 18' 16" \| \| 3. \| CLAS-Cajastur \| España \| CLA \| + 49' 27" \| \| 4. \| Gatorade-Chateau d'Ax \| Italia \| GAT \| + 1h 02' 46" \| \| 5. \| Z \| Francia \| Z \| + 1h 07' 19" \| |                         |         |     |              |
| 1. | Carrera - Jeans Tassoni | Italia  | CAR | 302h 58' 12" |
| 2. | Banesto                 | España  | BAN | + 18' 16"    |
| 3. | CLAS-Cajastur           | España  | CLA | + 49' 27"    |
| 4. | Gatorade-Chateau d'Ax   | Italia  | GAT | + 1h 02' 46" |
| 5. | Z                       | Francia | Z   | + 1h 07' 19" |